# Мальчики с Востока
«Мальчики с Востока» (англ. Eastern Boys) — фильм режиссёра Робена Кампийо. Одну из главных ролей в нём исполнил российский актёр Кирилл Емельянов. Премьера картины состоялась в 2013 году на 70-м Международном кинофестивале в Венеции, на котором она была удостоена главного приза программы «Горизонты». В 2015 году фильм получил 3 номинации на премию «Сезар» — в категориях «Лучший фильм» (Хью Шарбонно), «Лучшая режиссура» (Робен Кампийо) и «Самый многообещающий актёр» (Кирилл Емельянов). 

## Сюжет
Действие происходит в Париже. Стареющий француз  по имени Даниэль обращает внимание на группу молодых людей у Северного вокзала. Возможно, парни занимаются проституцией и ищут здесь клиентов, но Даниэль стесняется подойти и спросить об этом напрямую. В конце концов он обращает внимание на Марека, молодого человека из Восточной Европы. Через некоторое время Даниэль собирает волю в кулак и решается заговорить с Мареком. Молодой человек соглашается приехать к мужчине на следующий день. Однако, когда раздается звонок в дверь, Даниэль ещё не знает, что попал в ловушку.

## В ролях
- Оливье Рабурден — Даниэль
- Кирилл Емельянов — Марек/Руслан
- Даниил Воробьев — Босс

## Отзывы
Издание The Hollywood Reporter отметило натуралистичную игру актёров Рабурдена и Емельянова, а также сходство фильма с  работами Лорана Канте.